# 高西淳夫
高西 淳夫（たかにし あつお、1956年4月12日 - ）は、日本のロボット研究者。学位は、工学博士（早稲田大学）。早稲田大学創造理工学部総合機械工学科教授。2足歩行ロボットの動歩行、ヒューマノイドロボット、咀嚼ロボット、顎運動障害者用開閉口訓練ロボット、顔ロボット、フルート演奏ロボット、ラット形ロボット、発話ロボットなどを研究。
2014年公開のディズニー映画「ベイマックス」の制作協力をしており、エンディングクレジットにも名前が記されている。

## 略歴
- 1975年 - 福岡県立修猷館高等学校卒業[16][17]
- 1980年 - 早稲田大学理工学部機械工学科 卒業[1]
- 1985年 - 早稲田大学大学院博士後期課程 単位修得退学
- 1985年 - 早稲田大学理工学部 助手[1]
- 1988年 - 工学博士（早稲田大学）学位取得[11]
- 1988年 - 早稲田大学理工学部 専任講師[18]
- 1990年 - 早稲田大学理工学部 助教授[18]
- 1997年 - 早稲田大学 教授

（海外における役職）
- アメリカ合衆国 マサチューセッツ工科大学 - 客員研究員[要出典]
- 中国 北京理工大学 - 名誉客員教授[10]
- イタリア 聖アンナ大学院大学 - 客員教授[要出典]、学外理事[10]

## 著作等

### 学位論文
- 『2足歩行ロボットの動歩行に関する研究』早稲田大学〈博士学位論文（甲第757号）〉、1988年3月10日。NAID 500000035269。

### 著書
- 加藤一郎 編、高西淳夫・菅野重樹 著『マイロボット』読売新聞社〈読売科学選書35〉、1990年12月、ISBN 4643901020
- 高西淳夫 文、薮野健 絵『ヒューマノイド・ロボットとは What are humanoid robots?』中央公論新社〈ワボットのほん4〉、2004年11月、ISBN 4120035646

### 学会誌記事
（解説）
- 高西淳夫「二足歩行ロボットによる準動歩行」『日本ロボット学会誌』第1巻第3号、1983年、196-203頁。
- 長谷川幸男、白井克彦、高西淳夫「早稲田大学におけるロボット工学教育」、『日本ロボット学会誌』第3巻第6号、1985年、574-578頁。
- 高西淳夫「上体の運動によりモーメントを補償する2足歩行ロボット」『日本ロボット学会誌』第11巻第3号、1993年、348-353頁。
- 高西淳夫「人間形フルート演奏ロボットの開発」、『日本ロボット学会誌』第14巻第2号、1996年、188-191頁。
- 高西淳夫「ヒューマン・コミュニケーションを志向したヒューマノイドロボット」『日本ロボット学会誌』第15巻第7号、1997年、971-974頁。
- 林憲玉、高西淳夫「人間型二足歩行ロボット」、『映像情報メディア学会誌』第57巻第1号、2003年、63-66頁。
- 石井裕之、高西淳夫「Robo Designerを使用したロボットプログラミング演習およびロボット製作演習」、『日本ロボット学会誌』第24巻第1号、2006年、25-30頁。

（講演録）
- 「咀嚼ロボットを用いた顎関節力の解析と低減制御」、『日本顎関節学会雑誌』第8巻第1号、1996年、225-226頁。
- 「ヒューマノイドロボットと人工臓器」、『人工臓器』第34巻第2号、2005年、s2頁。

（座談会）
- 「二足歩行ロボット研究の現状」『日本ロボット学会誌』第1巻第3号、1983年、204-212頁。[注釈 1]
- 「2足歩行ロボット技術の現在」『日本ロボット学会誌』第30巻第4号、2012年、336-343頁。[注釈 2]

### ドラマ監修
- 「ベイマックス」（2014年、ディズニー映画）- 制作協力
- 「半分、青い。」（2018年上期、NHK連続テレビ小説）- ロボット工学考証担当